# Lista de patriarcas de Antioquia

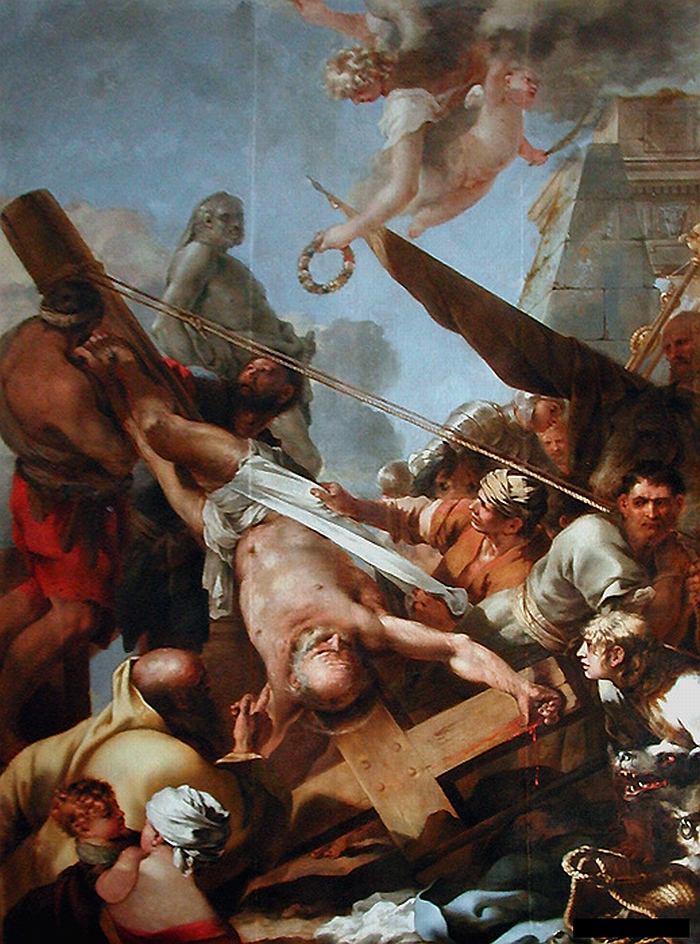
A crucificação de São Pedro (Autor desconhecido, Catedral de Notre-Dame de Paris,1643).

O Patriarca de Antioquia era o chefe da Igreja de Antioquia. Segundo a tradição, o bispado de Antioquia foi estabelecido por Pedro no século I d.C. e mais tarde foi elevado ao status de patriarcado pelo Primeiro Concílio de Nicéia em 325. A Igreja sofreu o primeiro cisma após a deposição de Eustáquio em 330 sobre a questão da controvérsia ariana e persistiu até sua resolução em 414.
Após o Concílio de Calcedônia de 451, a Igreja sofreu divisão até que a deposição do patriarca Severo de Antioquia em 518 resultou em um cisma permanente do qual duas linhas separadas de patriarcas emergiram. Os apoiadores não calcedonianos de Severo passaram a formar o que hoje é conhecido como a Igreja Ortodoxa Siríaca, enquanto os calcedonianos desenvolveram a Igreja agora conhecida como a Igreja Ortodoxa Grega de Antioquia.
Esta é uma lista de patriarcas de Antioquia, líderes do Patriarcado de Antioquia.

## Cronologia sucessória do Patriarcado

### Bispos de Antioquia
Há outras listas.
| Número              | Nome                     | Período (gregos)   | Período (sírios)   | Observações | Ref.                        |
| ------------------- | ------------------------ | ------------------ | ------------------ | --- | --------------------------- |
| Bispos de Antioquia |                          |                    |                    | |                             |
| 1                   | São Pedro                | ca. 45 - ca. 53    | ca. 37 - ca. 67    | O líder dos doze apóstolos e o fundador da Igreja de Antioquia. Ele também é considerado fundador da Igreja de Roma e, portanto, o primeiro papa. |                             |
| 2                   | Evódio de Antioquia      | ca. 53 - ca. 68    | ca. 67 - ca. 68    | Muito pouco se sabe sobre a vida de Evódio. Ele era um pagão que foi convertido para o cristianismo pelas mãos de Pedro. Nos Atos dos Apóstolos, uma das primeiras comunidades a receber os missionários cristãos foram as judias e pagãs de Antioquia, que era então um centro cosmopolita e opulento e com forte influência do helenismo. A tradição cristã sustenta que Pedro teria sido o primeiro bispo da cidade e liderou a consolidação da igreja ali, deixando Evódio como seu sucessor quando partiu para Roma. Evódio foi sucedido por Inácio de Antioquia e é provável que tenha morrido de causas naturais, ainda na função. Ele é um dos Setenta Discípulos.                                                             | [ 6 ]                       |
| 3                   | Inácio de Antioquia      | ca. 68 - ca. 100   | ca. 68 - ca. 107   | Discípulo do apóstolo João, também conheceu São Paulo. Considerado santo e mártir, Inácio foi detido pelas autoridades romanas e transportado para Roma, onde foi condenado à morte no Coliseu, atacado por leões. | [ 7 ]                       |
| 4                   | Herodião de Antioquia    | ca. 100 - ca. 120  | ca. 107 - ca. 127  | Santo e mártir. Quase nada se sabe sobre a sua vida. | [ 8 ]                       |
| 5                   | Cornélio de Antioquia    | ca. 127 - ca. 151  | ca. 127 - ca. 154  | Foi o primeiro líder cristão a ter um nome aristocrático romano. | [ 9 ]                       |
| 6                   | Eros de Antioquia        | ca. 151 - 169      | ca. 154 - 169      | Sucessor de Cornélio, nada se sabe sobre ele. | [ 10 ]                      |
| 7                   | Teófilo de Antioquia     | 169 - 188          | 169 - 182          | Primeiro bispo de Antioquia do qual uma obra chegou aos nossos dias (Ad Autolychum - "Para Autólico"). Foi o primeiro autor cristão a atestar que os evangelistas eram inspirados por Deus, exatamente como os autores do Antigo Testamento. Além disso, acreditava que a Terra era plana. | [ 11 ] [ 12 ]               |
| 8                   | Máximo I de Antioquia    | 188 - 191          | 182 - 191          | Sucessor de Teófilo, nada se sabe sobre ele. |                             |
| 9                   | Serapião de Antioquia    | 191 - 212          | 191 - 211          | Santo. Escreveu contra os montanistas e condenou o Evangelho de Pedro, um apócrifo do Novo Testamento, por sua tendência docetista. | [ 13 ]                      |
| 10                  | Asclepíades de Antioquia | 212 - 218          | 211 - 220          | Santo e confessor. Sofreu durante as perseguições de Sétimo Severo e Macrino | [ 14 ] [ 15 ]               |
| 11                  | Fileto de Antioquia      | 218 - 231          | 220 - 231          | Seu episcopado coincidiu com os imperadores romanos Elagábalo e Alexandre Severo. | [ 16 ]                      |
| 12                  | Zebino de Antioquia      | 232 - 240          | 231 - 237          | Viveu durante a perseguição iniciada por Maximiano Trácio logo após o reinado do "simpatizante" cristão Alexandre Severo. | [ 17 ]                      |
| 13                  | Bábilas de Antioquia     | 240 - 253          | 237 - 251          | Santo e mártir, sucumbiu durante a perseguição de Décio, tão severa que é possível que a cidade tenha ficado sem bispo entre 251 e 253. A homilia de João Crisóstomo sobre São Bábilas relata a história que Bábilas recusou-se a visitar um imperador pagão por conta de seus hábitos pecadores, negou-lhe a entrada na igreja e ordenou que ele tomasse seu lugar entre os penitentes. Este imperador é provavelmente Filipe, o Árabe, que era provavelmente um "simpatizante" cristão, e o ódio de Décio por ele teria sido a causa da perseguição que ele iniciou logo após a sua morte. | [ 18 ] [ 19 ] [ 20 ]        |
| 14                  | Fábio de Antioquia       | 253 - 254          | 251 - 254          | Foi um personagem ativo durante o cisma novaciano. Novaciano pregava que todos os cristãos que haviam cedido às pressões pagãs durante a perseguição - ao invés de enfrentar o martírio - não deveriam ser recebidos de volta na comunhão da igreja, exceto se sujeitassem ao rebatismo. O Papa Cornélio era o líder da facção contrária, que advogava que os lapsi deveriam ser recebidos abertamente após a simples confissão dos pecados e a penitência correspondente. É neste contexto que Cornélio então escreveu para Fábio para lhe contar o resultado da reunião e avisá-lo sobre Novaciano, que é descrito nos mais duros termos. Trocou também correspondências com Dionísio, o patriarca de Alexandria sobre o mesmo tema. | [ 21 ]                      |
| 15                  | Demétrio de Antioquia    | após 253 - incerto | após 253 - incerto | Foi levado como cativo pelos persas e terminou seus dias prisioneiro na corte de Sapor I. | [ 22 ]                      |
| -                   | Anfilóquio de Antioquia  | entre 260 e 267    | entre 260 e 267    | Algumas listas incluem um tal Anfilóquio de Antioquia entre Demétrio e Paulo, com um reinado em algum período entre 260 e 267, uma pessoa sobre a qual não há absolutamente nenhuma informação. A maioria das listas sequer o cita e iniciam o reinado de Paulo em 260 | [ 4 ] [ 5 ]                 |
| 16                  | Paulo de Samósata        | 267 - 270          | 260 - 268          | Apoiado por Zenóbia e deposto pelo imperador Aureliano. Ele foi deposto e considerado um herético de ideias monarquianistas. Paulo considerava que Jesus era apenas um homem que, após o seu batismo, foi transformado em Deus. Suas teorias seriam debatidas ainda por muitos anos, pois ele é considerado um precursor das ideias adocionistas e o seu pupilo, Luciano de Antioquia, teve grande influência sobre Ário. | [ 23 ] [ 24 ]               |
| 17                  | Dono I de Antioquia      | 270 – 273          | 268 – 273          | Filho do antigo bispo Demétrio, sucedeu a Paulo de Samósata quando ele foi deposto. | [ 24 ]                      |
| 18                  | Timeu de Antioquia       | 273 - 277          | 273 - 282          | Sucedeu a Demétrio e quase nada se sabe sobre ele. | [ 25 ]                      |
| 19                  | Cirilo I de Antioquia    | 277 - 299          | 283 - 303          | Santo, reinou durante a Perseguição de Diocleciano, a mais severa de todas as perseguições, há muitas divergências sobre o período de seu reinado. É possível que ele tenha morrido logo antes dela ter iniciado. | [ 25 ]                      |
| 20                  | Tirânio de Antioquia     | 299 - 308          | 304 - 314          | Reinou durante a Perseguição de Diocleciano e há muita incerteza sobre o período do patriarcado. Seu nome é uma referência à sua cidade natal, Tiro. | [ 25 ]                      |
| 21                  | Vitálio I de Antioquia   | 308 - 314          | 314 - 320          | Reinou durante a Perseguição de Diocleciano e há muita incertaza sobre o período do patriarcado. Nada mais se sabe sobre ele. |                             |
| 22                  | Filógono de Antioquia    | 314 - 324          | 320 - 323          | Santo, foi o primeiro bispo após o Édito de Milão, que terminou com as perseguições aos cristãos. Viveu os primórdios da controvérsia ariana e discutiu a posição de Ário com o patriarca de Alexandria Alexandre. | [ 26 ]                      |
| 23                  | Paulino de Tiro          | 324                | 323 - 324          | O primeiro bispo ariano da cidade, Eusébio de Nicomédia contava Paulino entre os simpatizantes de Ário em uma carta trocada entre eles e preservada por Teodoreto. | [ 27 ]                      |
| 24                  | Eustácio de Antioquia    | 324 - 332          | 324 - 337          | Participou do Primeiro Concílio de Niceia (325), que condenou o arianismo. Foi deposto e banido, acusado de cortejar uma mulher. Porém, os aderentes do Credo de Niceia o consideraram bispo até sua morte. Era um firme opositor da doutrina de Ário e é um santo. | .                           |
| 23*                 | Paulino de Tiro          | 332, seis meses    | 332, seis meses    | Reassumiu brevemente após o banimento de Eustácio. |                             |
| 25                  | Eulálio de Antioquia     | 332 - 333          | 332 - 333          | Segundo Teodoreto, ele era um ariano e morreu logo em seguida. | [ 29 ]                      |
| 26                  | Eufrônio de Antioquia    | 333 - 334          | 333 - 334          | Segundo Teodoreto, o sucessor escolhido de Eulálio era pra ter sido Eusébio de Cesareia, mas ele rejeitou o convite e abriu a possibilidade para a ascensão de Eufrônio, que era também um ariano. | [ 30 ]                      |
| 27*                 | Placêncio de Antioquia   | 334 - 341          | -                  | O Concílio de Antioquia (341) foi presidido Placêncio, que era um ariano. Algumas listas citam Filaclo como sendo o bispo neste período. | [ 31 ]                      |
| 27*                 | Filaclo de Antioquia     | -                  | 334 - 342          | Nada mais se sabe sobre ele, exceto tratar-se de um ariano. Algumas listas citam Placêncio como sendo o bispo neste período. | [ 4 ]                       |
| 28                  | Estêvão I de Antioquia   | 341 - 345          | 342 - 344          | Ariano, participou do Concílio de Sárdica (343) liderando o grupo ariano juntamente com Acácio de Cesareia, o sucessor de Eusébio de Nicomédia. Ele era um adversário de Atanásio de Alexandria e terminou foi deposto no Concílio de Antioquia de 344 | [ 32 ]                      |
| 29                  | Leôncio de Antioquia     | 345 - 350          | 344 - 357          | Segundo Teodoreto, Leôncio era frígio e teria se castrado para poder viver com uma mulher chamada Eustolia sem ser acusado de atos pecaminosos, uma história que Teodoreto reputa a Atanásio e que teria provocado a sua deposição do presbiterato. Apesar de não declarar abertamente, Leôncio era um ariano convicto e o demonstrou por seus atos, principalmente negando o avanço dos fiéis ortodoxos e promovendo os arianos, como fez em 350, quando ordenou Aécio de Antioquia, o grande líder do anomoeanismo. Ele foi o responsável por disseminar o canto antifonal, inventado por Flaviano e Diodoro, ortodoxos, em Antioquia, de onde ele se espalhou por todo o império.                                                   | [ 33 ] [ 34 ] [ 35 ] [ 36 ] |
| 30                  | Eudóxio de Antioquia     | 350 - 354          | 358 - 359          | Um dos mais influentes arianos, Eudóxio foi também arcebispo de Constantinopla de 27 de janeiro de 360 até sua morte, em 370, tendo sido anteriormente bispo de Germanícia e bispo de Antioquia. Participou de todos os principais concílios sobre o arianismo (Antioquia, Sárdica, Filipópolis, Sirmio e Concílio de Selêucia) | [ 37 ] [ 38 ]               |
| 31                  | Melécio de Antioquia     | 354                | 360 - 362          | Ele participou do Concílio de Selêucia e subscreveu à fórmula acaciana (semi-ariana). Ele foi exilado pelos arianos e acabou formando um grupo paralelo de postulantes ao trono de Antioquia. Essa divisão deu origem ao período chamado de cisma meleciano, que iria complicar a situação na sé de Antioquia pelos próximos cinquenta anos. | [ 39 ]                      |

#### Cisma meleciano
- Eudóxio de Antioquia (354 - 357) - somente em algumas listas
- Amiano de Antioquia (357 - 360) - somente em algumas listas

Esta deposição resultou no chamado Cisma meleciano, que resultou em diversos postulantes ao trono de Antioquia:
| Homoianos (semi-arianos) - Euzoio de Antioquia (360 - 370) ou (361 – 378) - apoiado pelo imperador Valente - Doroteu de Antioquia (370 - 371) - somente em algumas listas | Melecianos O maior deles, centralizado no bispo deposto Melécio. Ele se moveu em direção à aprovação do credo de Niceia e participou do Concílio de Constantinopla, mas não foi reconhecido nem por Alexandria e nem por Roma: - Melécio de Antioquia (362 - 381) - Flaviano I de Antioquia (384 - 404) ou (381 - 404) - obteve o reconhecimento de Alexandria e de Roma. - Porfírio de Antioquia (404 - 408) ou (404 - 412) - Alexandre I de Antioquia (408 - 418) ou (412 - 417) - que terminou o cisma com os eustacianos em 415 | Eustacianos Os seguidores de Eustácio, aderentes estritos do credo de Niceia, elegeram os seguintes bispos, que foram reconhecidos tanto por Roma quanto por Alexandria: - Paulino de Antioquia (371 - 376) - somente em algumas listas - Evágrio de Antioquia (388 – 393?)[carece de fontes?] Após sua morte, os eustacianos não elegeram outro bispo. Em 399, eles perderam o reconhecimento de Alexandria e de Roma, embora tenham permanecido em cisma até 415 | Apolinaristas (anti-arianos) - Vitálio II de Antioquia (376 – 384) - antigo seguidor de Melécio, consagrado por Apolinário de Laodiceia, somente em algumas listas |

- Teódoto de Antioquia (417 - 428) (418 – 429)
- João I de Antioquia (429 - 441), condenado no Primeiro Concílio de Éfeso, durante a Controvérsia nestoriana.
- Dono II de Antioquia (442 - 449), deposto no Segundo Concílio de Éfeso.

### Patriarcas de Antioquia
Após o Concílio de Calcedônia, a sé episcopal foi elevada ao nível patriarcal e os seus bispos receberam a honra de serem chamados de Patriarca de Antioquia.
- Máximo II de Antioquia (449 - 455), nomeado pelo imperador Teodósio II, aceito no Concílio de Calcedônia, deposto em circunstâncias obscuras.
- Basílio de Antioquia (456 - 458), calcedônio.
- Acácio I de Antioquia (458 - 461), calcedônio.
- Martírio de Antioquia (461 - 465), calcedônio, deposto pelo general Zenão.
- Pedro de Antioquia (465-466), não-calcedônio, nomeado por Zenão, deposto pelo imperador Leão I, o Trácio.
- Juliano de Antioquia (466 - 476), calcedônio, exilado por Pedro de Antioquia.
- Pedro de Antioquia (Restaurado) (476-488), não-calcedônio, restaurado pelo usurpador Basilisco, exilado novamente pelo imperador Zenão.
- João II de Antioquia (488-490), não-calcedônio, manteve-se na sé por apenas 3 meses e foi exilado.
- Estêvão II de Antioquia (490-495), calcedônio.
  - Estêvão III de Antioquia (493?), calcedônio, obscuro e citado somente em algumas listas.
- Calandiono de Antioquia (495-496), calcedônio, adversário do Henótico, exilado por Zenão e substituído por Pedro de Antioquia.
- João II de Antioquia (Restaurado) (495), não-calcedônio, manteve-se novamente por pouco tempo.
- Paládio de Antioquia (496-498), não-calcedônio, aceitou o Henótico.
- Flaviano II de Antioquia (498 - 512), calcedônio, aceitou o Henótico, foi deposto pelo imperador Anastácio I Dicoro.
- Severo de Antioquia (512 - 518) - não-calcedônio, nomeado pelo imperador Anastácio I Dicoro e deposto pelo imperador Justino I.
- Paulo II de Antioquia (518 - 521), calcedônio.
- Eufrásio de Antioquia (521 - 528), calcedônio.
- Éfrem de Antioquia (528 - 546), calcedônio.

Os não-calcedônios siríacos reconheceram Severo como patriarca legítimo até sua morte em 538 Em 544, o líder não-calcedônio Tiago Baradeu consagrou Sérgio de Tela como Bispo de Antioquia, abrindo o duradouro cisma entre a Igreja Síria e a Igreja Grega.

## Patriarcas posteriores

### Listas sucessórias das Igrejas calcedônias
- Lista dos patriarcas ortodoxos gregos de Antioquia 518 até hoje;
- Lista de patriarcas da Igreja Greco-Católica Melquita, de 1724 até hoje;
- Patriarca Católico Maronita de Antioquia, do século VIII até hoje;
- Lista dos patriarcas latinos de Antioquia, de 1098 até 1964, quando foi abolido.

### Listas sucessórias das Igrejas não-calcedônias
- Lista dos patriarcas de Antioquia da Igreja Ortodoxa Síria, de 512 até hoje;
- Patriarca Católico Sírio de Antioquia, de 1783 até hoje.